# Willy Moese
Willy Moese (* 21. Juli 1927 in Barcelona, Spanien; † 14. Februar 2007 in Berlin) war ein deutscher Comiczeichner und Karikaturist.

## Leben
Moese wuchs in Barcelona in einer deutsch-spanischen Familie auf. Sein Vater war ein Deutschböhme, der nach dem Ersten Weltkrieg aus Böhmen ausgewandert war, seine Mutter war Spanierin. Mit drei Jahren wurde er in eine Klosterschule in Barcelona eingeschult. Nach seinem Wechsel auf die deutsche Oberrealschule verließ die Familie wegen des Spanischen Bürgerkrieges 1936 das Land und kehrte nach Deutschland zurück, wo Moese zunächst eine Lehre als Industriekaufmann in einer Porzellanfabrik begann und 1944 zur Wehrmacht einberufen wurde.
Nach seiner Entlassung aus der Kriegsgefangenschaft lebte er zunächst in Bayern und übte verschiedene Tätigkeiten aus. 1948 nutzte er sein zeichnerisches Können als Kunstmaler und machte es später als Pressezeichner zum Beruf. Der Künstler zeichnete für verschiedene deutsche Blätter. Ab 1953 erhielt er von den DDR-Zeitschriften Zeit im Bild und Wochenpost Aufträge. Insbesondere in der letzteren erschienen seine Zeichnungen und Karikaturen bald regelmäßig. Im Jahr 1955 verlegte Moese seinen Wohnsitz nach Ost-Berlin, wo fast alle Zeitschriften, für die er arbeitete, ansässig waren.
Als freiberuflicher Zeichner schuf er neben Karikaturen für Tageszeitungen und Theaterplakaten vor allem Comic-Serien für die NBI, die Junge Welt und vor allem für die Wochenpost. Daneben gestaltete er Titel für die Kinderzeitschriften Atze, Bummi, FRÖSI und das Pionierorgan Trommel. Für die Kabarette Die Distel und academixer gestaltete er Bühnenbilder.
Die von 1957 bis 1960 erschienene Serie Klaus und Choko mit 145 Folgen war seine langlebigste Comicserie. Neben diesen Arbeiten veröffentlichte er auch einige seiner Serien als Sammelbände in Buchform.
Moese, der der Kulturpolitik der DDR kritisch gegenüberstand, gehörte zu den Unterzeichnern gegen die Biermann-Ausbürgerung und wurde auch deshalb durch die Staatssicherheit im Operativen Vorgang „Stift“ observiert.
Willy Moese war Mitglied des Verbandes Bildender Künstler der DDR. Er ist der Schöpfer des Maskottchens der Kinderseite der NBI, des Affen NUK, der 20 Jahre Teil des Blattes war. Bekannte Serien waren Blaff und Biene in der Wochenpost und Rolle und Robby in der Atze. Letzte erschien in gekürzter und stark veränderter Form auch unter dem Titel Romy und Roby zwischen 1980 und 1983 in der Kinderzeitschrift Junior des Schweizer Apothekerverbandes. Gemeinsam mit Jürgen Kieser schuf er für die Frösi die Serie Trix und Droll.
Willy Moese lieferte regelmäßige Karikatur-Beiträge für die DDR-Satirezeitschrift Eulenspiegel.
Moese war auch Schöpfer sogenannter Plastikaturen, Plastiken mit satirischem Inhalt ähnlich von Karikaturen. So schuf er die „BLA-BLA“-Schreibmaschine (eine Schreibmaschine, deren Tastatur nur aus den Großbuchstaben B, L und A besteht), die auf der VIII. Kunstausstellung der DDR präsentiert und 2005/2006 auch im Haus der Geschichte in Bonn gezeigt wurde. Außerdem war er Konstrukteur von Spielzeug, das ebenfalls auf Ausstellungen zu sehen war.
Mit der politischen Wende in der DDR wurde Moese zum Herausgeber von Comiczeitschriften. Doch sowohl der 1989 erschienene Spaßvogel, als auch der Jolly konnten sich nicht durchsetzen und wurden wieder eingestellt. Als Werbegrafiker war Moese seit 1994 für die Reichsbahn-Betriebskrankenkasse unter Vertrag.
Moese war mit der Fernsehansagerin Maria Moese verheiratet und lebte in Berlin-Kaulsdorf. Er hat zwei Kinder, sein Sohn Felix Moese arbeitete bei Hit Radio FFH.
Moese wurde auf dem Friedhof Kaulsdorf beigesetzt.

## Karikaturen (Auswahl)
- Wegen Überfüllung geschlossen[4]
- Worauf wartet Ihr?[5]
- Wer dagegen ist, den bitte ich um das Handzeichen[6]

## Publikationen
- Bunte Kiste. Berlin 1966
- Zum Beispiel Fünflinge, mit einem Vorwort von Jurek Becker. Berlin 1972
- Klaus & Choko. Sammelband, Berlin 1994
- WiM's Tierleben. Berlin 1997
- Willy Moese – Karikaturen und Bildgeschichten. Köln 2013

## Ausstellungen (mutmaßlich unvollständig)
- 1972 bis 1988: Dresden VII. bis X. Kunstausstellung der DDR
- 1977: Leipzig, Messehaus am Markt („Kunst und Sport“)
- 1981: Dresden, Ausstellungszentrum am Fučík-Platz („25 Jahre NVA“)
- 1986: Greiz, Sommerpalais der Staatlichen Museen („Satiricum“)